# 八斬刀

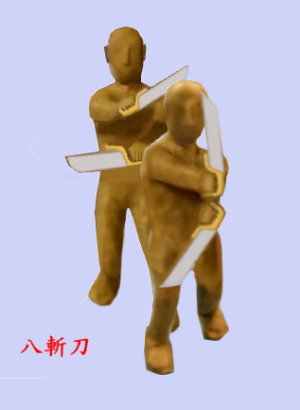

八斬刀法為詠春拳中的刀法套路，共分為八節。其刀形類似與林則徐在廣東操練水勇所用的雙刀。八斬刀比蝴蝶雙刀較短，刀面較窄，刀鋒尖；利直刺，刀刃利及刀身後半較厚；便於枕欄。在埋身肉搏戰時，專門對付當時鴉片戰爭英國軍隊裝上刺刀的長槍。當時的刺刀是套在槍管前沿兩三吋之磨尖長鉄條而已。後來太平軍及大成國的軍隊成員亦有類似兵種。由於當時未有足夠之槍械火器，故特別適合用於小形河渡木艇兵員。

## 招式
- 第一節：膀刀
- 第二節：攤刀
- 第三節：枕刀
- 第四節：耕刀
- 第五節：滾刀
- 第六節：斬刀
- 第七節：割刀
- 第八段：劏刀

註：刀法並無甩手反刀和向內滾刀等危害自身的動作，為影視作品穿鑿附會之偽作。